# Halowe Mistrzostwa Europy w Lekkoatletyce 1982 – bieg na 800 m kobiet
Bieg na 800 metrów kobiet – jedna z konkurencji biegowych rozgrywanych podczas halowych lekkoatletycznych mistrzostw Europy w Palasport di San Siro w Mediolanie. Eliminacje zostały rozegrane 6 marca, a bieg finałowy 7 marca 1982. Zwyciężyła reprezentantka Rumunii Doina Melinte. Tytułu zdobytego na poprzednich mistrzostwach nie broniła Hildegard Ullrich z Niemieckiej Republiki Demokratycznej.

## Rezultaty

### Eliminacje
Rozegrano 2 biegi eliminacyjne, do których przystąpiło 10 biegaczek. Awans do półfinału dawało zajęcie jednego z pierwszych dwóch miejsc w swoim biegu (Q). Skład finału uzupełniły dwie zawodniczki z najlepszym czasem wśród przegranych (q).
Opracowano na podstawie materiału źródłowego.
Bieg 1
| Miejsce | Zawodniczka        | Czas    | Uwagi |
| ------- | ------------------ | ------- | ----- |
| 1       | Jolanta Januchta   | 2:05,08 | Q     |
| 2       | Martina Steuk      | 2:05,10 | Q     |
| 3       | Elly van Hulst     | 2:05,38 |       |
| 4       | Zuzana Moravčíková | 2:05,66 |       |
| 5       | Petra Kleinbrahm   | 2:06,77 |       |

Bieg 2
| Miejsce | Zawodniczka       | Czas    | Uwagi |
| ------- | ----------------- | ------- | ----- |
| 1       | Doina Melinte     | 2:04,67 | Q     |
| 2       | Nikolina Szterewa | 2:05,01 | Q     |
| 3       | Simone Büngener   | 2:05,12 | q     |
| 4       | Bernadette Louis  | 2:05,24 | q     |
| 5       | Rosine Wallez     | 2:05,50 |       |

### Finał
Opracowano na podstawie materiału źródłowego.
| Miejsce | Zawodniczka       | Czas    | Uwagi |
| ------- | ----------------- | ------- | ----- |
| 1       | Doina Melinte     | 2:00,39 | ,     |
| 2       | Martina Steuk     | 2:01,07 |       |
| 3       | Jolanta Januchta  | 2:01,24 |       |
| 4       | Bernadette Louis  | 2:03,12 |       |
| 5       | Simone Büngener   | 2:03,78 |       |
| 6       | Nikolina Szterewa | 2:04,21 |       |